# Hulypegis procopialis
Hulypegis procopialis är en fjärilsart som beskrevs av Jacob Hübner 1825. Hulypegis procopialis ingår i släktet Hulypegis och familjen nattflyn. Inga underarter finns listade i Catalogue of Life.

## Bildgalleri

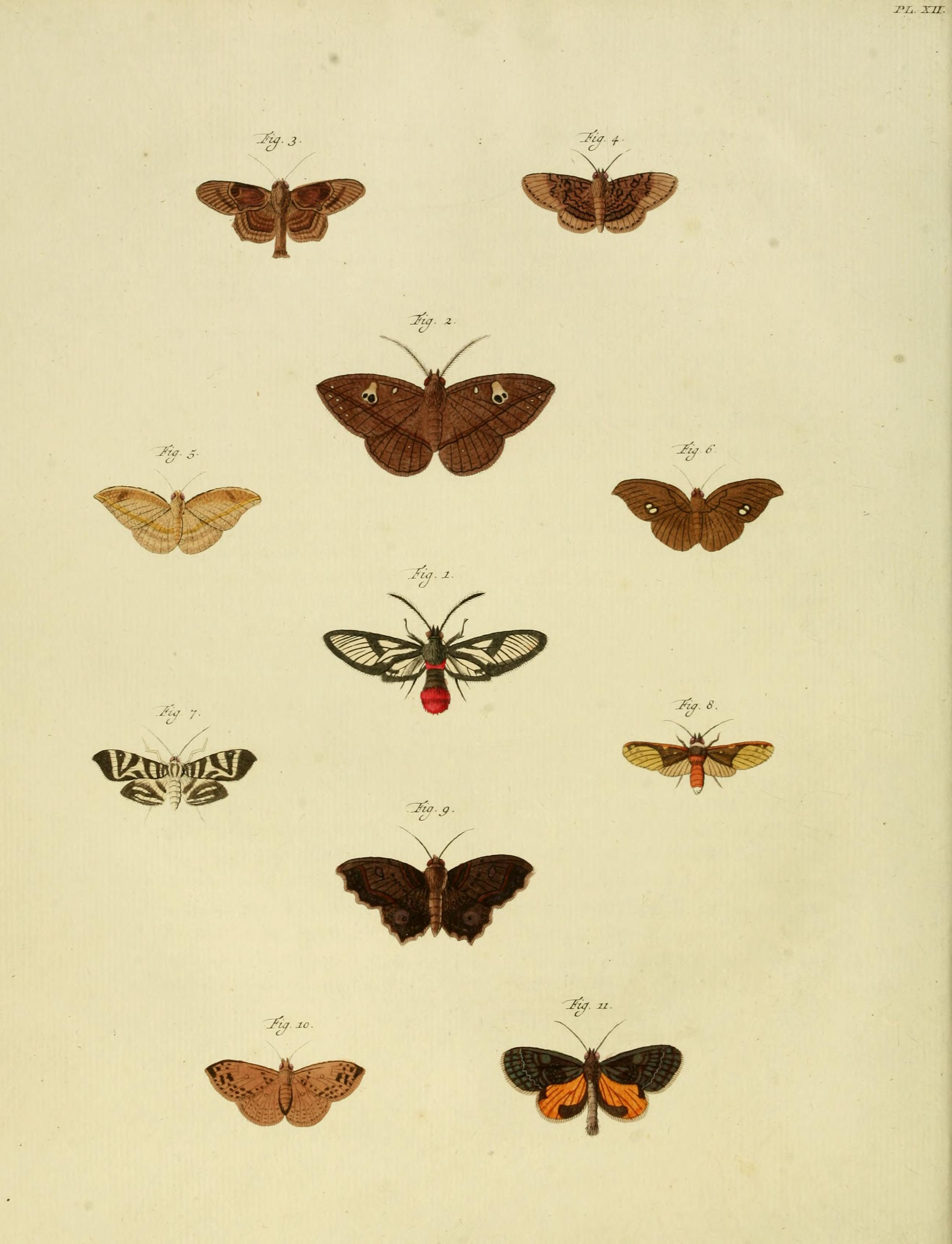